# Character Map
Character Map là tiện ích đi kèm với hệ điều hành Microsoft Windows dùng để xem các ký tự trong bất kỳ một phông chữ đã cài đặt nào, và để tìm các mã bàn phím để nhập chúng, hay copy các ký tự đó vào clipboard thay vì tự gõ chúng. Công cụ này thường tỏ ra hữu dụng khi cần nhập các ký tự đặc biệt.
Hộp kiểm Advanced view có thể dùng để hiển thị các ký tự liền kề trong một charset, bao gồm các dãy ký tự Unicode, ngoài ra còn để tìm các ký tự Unicode từ tên của chúng.
Có thể chạy Character Map bằng cách:
Start → Run → charmap.exe